# Новый Берингов проезд
Новый Бе́рингов проезд  — улица в Бабушкинском районе и районе Свиблово Северо-Восточного административного округа города Москвы. Проходит от Кольской до Енисейской улицы.

## Название
Назван в 1990 году: новым проезд является по отношению к соседнему Берингову проезду.

## Описание
Новый Берингов проезд проходит параллельно Берингову проезду, начинается от Кольской улицы, пересекает Радужную улицу и оканчивается на Енисейской улице. Между Новым Беринговым проездом и Енисейской улицей находится парк «Лом-арт» со скульптурами из металла.

## Общественный транспорт
По проезду проходят следующие маршруты автобусов:
- 176 Платформа Лось —  Свиблово — Проезд Русанова
- 183 Платформа Лось — Институт пути
- 185 Платформа Лось —  Свиблово —  Ботанический сад /  Ботанический сад
- н6 Осташковская улица —  Медведково —  Бабушкинская —  Свиблово —  Ботанический сад /  Ботанический сад —  ВДНХ —  Алексеевская —  Рижский вокзал —  Проспект Мира /  Проспект Мира —  Сухаревская —  Лубянка —  Китай-город